# Silberberg (Thüringer Wald)
Der Silberberg bei Möhrenbach im thüringischen Ilm-Kreis ist ein 770,6 m ü. NHN hoher Berg im Thüringer Wald.

## Geographische Lage
Der Silberberg erhebt sich im Südosten des Thüringer Waldes im Naturpark Thüringer Wald. Sein Gipfel liegt rund 3 km westsüdwestlich von Möhrenbach (zu Ilmenau), 5,2 km nordwestlich von Großbreitenbach, 3,8 km nordnordöstlich von Neustadt am Rennsteig und 5,2 km (jeweils Luftlinie) südsüdöstlich von Oehrenstock (zu Ilmenau). Östlich vorbei am Berg fließt der Ilmsenbach, der sich in Möhrenbach mit dem nordöstlich des Bergs entspringenden Möhrenbach zum Talwasser vereinigt; letzterer mündet unterhalb von Möhrenbach in die west- und nördlich des Bergs verlaufende Wohlrose.

## Sonstiges
- Etwa 2 km ostnordöstlich des Silberberggipfels verläuft der rund 7,4 km lange Tunnel Silberberg der Schnellfahrstrecke Nürnberg–Erfurt.
- Nach dem Silberberg ist die jährlich in der Region rund um den Berg stattfindende bundesoffene Lauf- und Wanderveranstaltung Silberberglauf benannt.